# Lunca Siretului
Lunca Siretului este o arie protejată de interes național ce corespunde categoriei a IV-a IUCN (rezervație naturală de tip mixt) situată în județul Vrancea, pe teritoriul administrativ al municipiului Focșani.

## Localizare
Aria naturală cu o suprafață de 388,40 hectare este situată în extremitatea central-estică a județului Vrancea, în partea dreaptă a râului Siret și este străbătută (partea sudică a rezervației) atât de apele Putnei, cât și de drumul național (DN23) care face leagătura dintre municipiul Focșani și Brăila. 

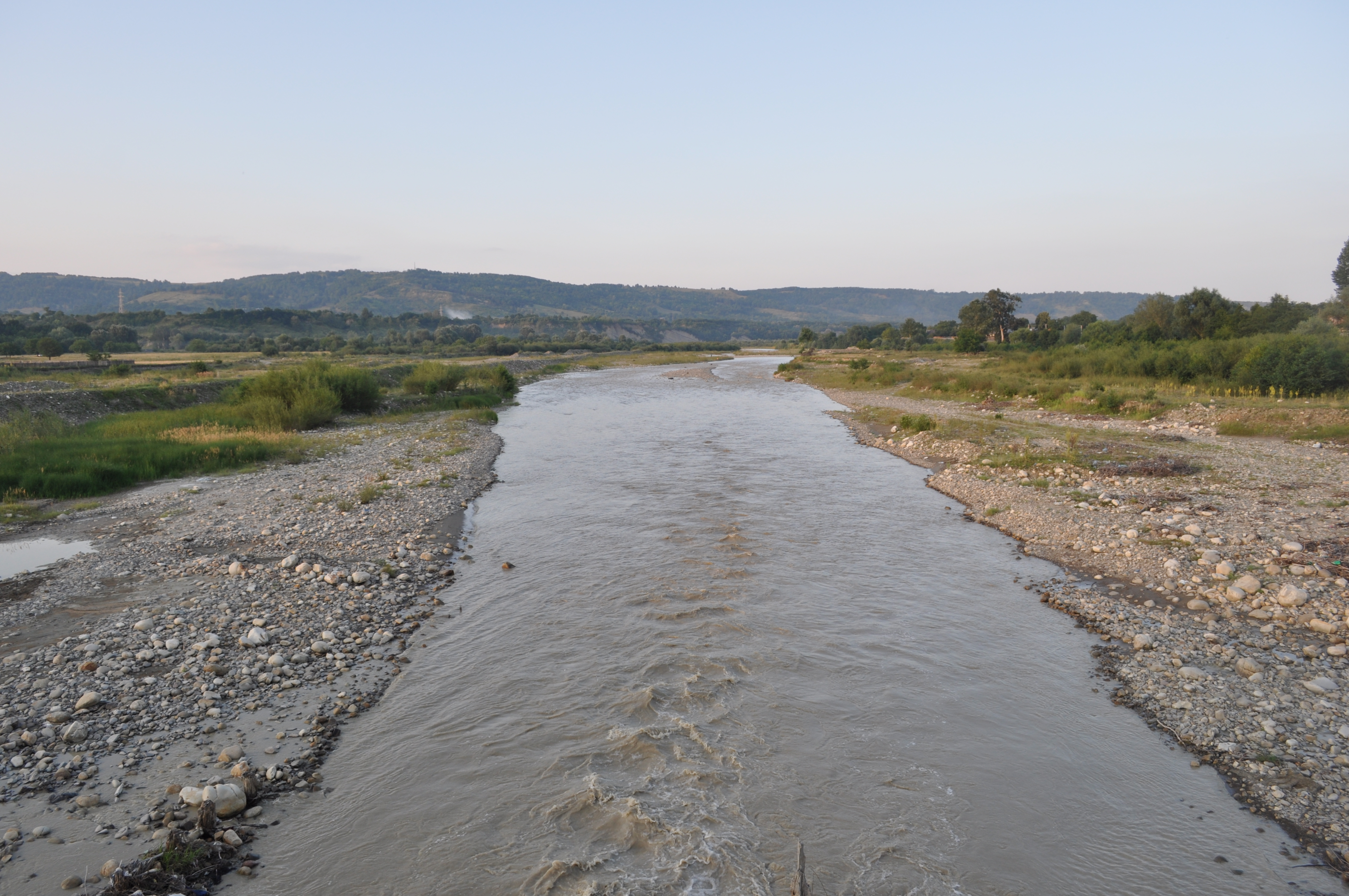
Putna, afluent de dreapta al Siretului

## Descriere
Rezervația naturală a fost declarată arie protejată prin Legea Nr.5 din 6 martie 2000 (privind aprobarea Planului de amenajare a teritoriului național - Secțiunea a III-a - zone protejate) și reprezintă o zonă alcătuită din suprafețe împădurite (Pădure Neagră, Pădurea Dumbrăvița), meandre (formate de râul Putna), brațe părăsite ale răului Siret, lunci aluvionare, grinduri, pajiști și pășuni; ce adăpostesc o mare varietate de floră și faună.
Rezervația naturală Lunca Siretului dispune de mai multe tipuri de habitate alcătuie din: pajiști naturale, lunci aluvionare, păduri, plaje de nisip, pășuni, stepe și arii naturale cu mlaștini și turbării.